# Коппо ди Марковальдо

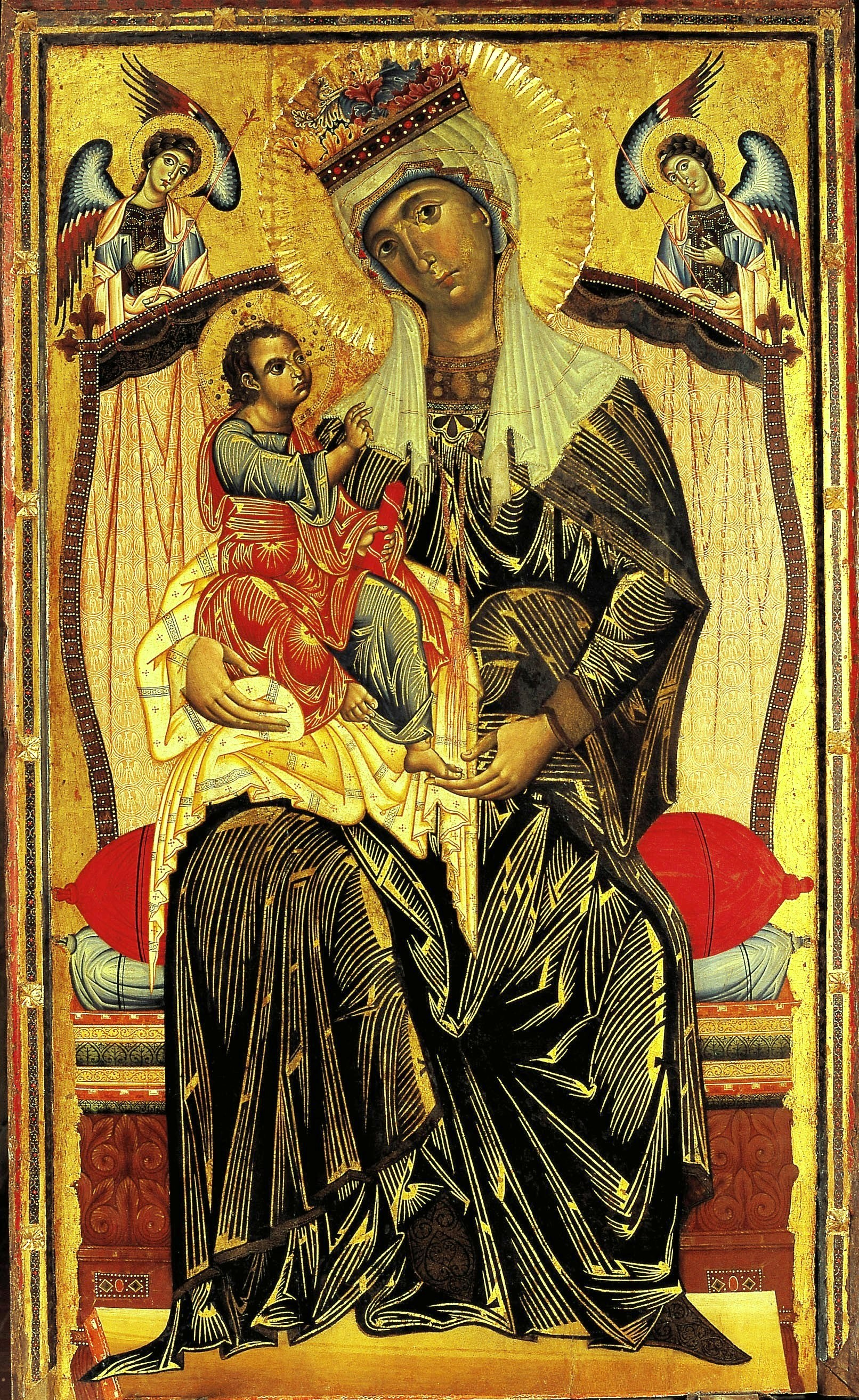
Коппо ди Марковальдо. Мадонна с Младенцем. Ок. 1265 г. Церковь Сан-Мартино-деи-Серви, Орвието.

Коппо ди Марковальдо (итал. Coppo di Marcovaldo; ок. 1225, Флоренция — ок. 1276, Сиена) — живописец и мозаичист итальянского проторенессанса сиенской живописной школы.
Коппо ди Марковальдо является одной из центральных фигур в художественном процессе второй половины XIII века, который был очень важен для становления сиенской школы живописи. Судьба этого художника весьма интересна. Архивные документы сообщают, что в 1260 году он принял участие в битве при Монтаперти на стороне флорентийских сторонников папы — гвельфов. В той битве флорентийцы потерпели поражение от сиенских гибеллинов, и Коппо ди Марковальдо попал в сиенский плен. В плену он пробыл недолго. Коппо был способным художником, и свою свободу выкупил тем, что в 1261 году написал образ Мадонны для сиенской церкви Сервите (так называемая «Мадонна дель Бордоне»). Пока Коппо томился в плену, папа римский Александр IV в отместку за поражение отлучил Сиену от церкви. Главной покровительницей своего города сиенцы считали Мадонну, и в пику папству, ради утверждения идеи, что власть небесная выше власти папской, стали изображать Мадонну в виде царицы-владычицы Сиены.

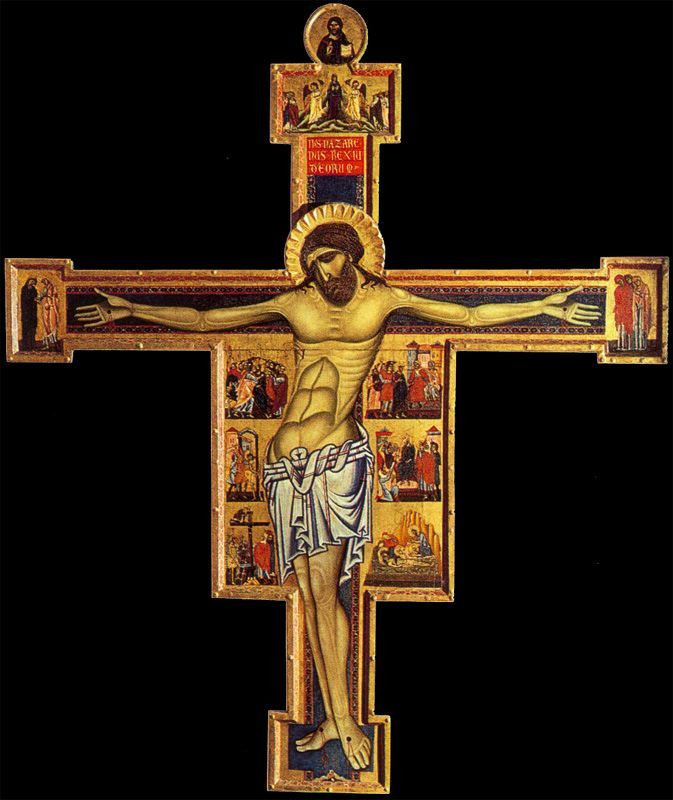
Коппо ди Марковальдо. Крест. После 1261 г. Сан Джиминьяно, Пинакотека

Интересно, что Коппо ди Марковальдо стал первым художником, наделившим в своей «Мадонне дель Бордоне» сиенскую покровительницу царскими символами — орлами на мафории (платке). Так судьба совершила неожиданный поворот, превратив художника из противника Сиены в её сторонника, принявшего далеко не последнее участие в становлении сиенского культа Мадонны. В следующем произведении, «Мадонне с Младенцем» (ок. 1265 года, церковь Сан Мартино деи Серви в Орвьето), голову Мадонны украшает корона, а царские орлы, подчеркивающие статус Мадонны как владычицы, переместились на ткань, покрывающую спинку трона; Мадонна аристократична и царственна. Этот прием вслед за Коппо стали использовать другие художники, например, Гвидо да Сиена.
После «Мадонны дель Бордоне» вторым документально подтверждённым произведением Коппо ди Марковальдо является расписной крест, который в 1274 году он создал вместе со своим сыном — Салерно ди Коппо — для собора в Пистойе.

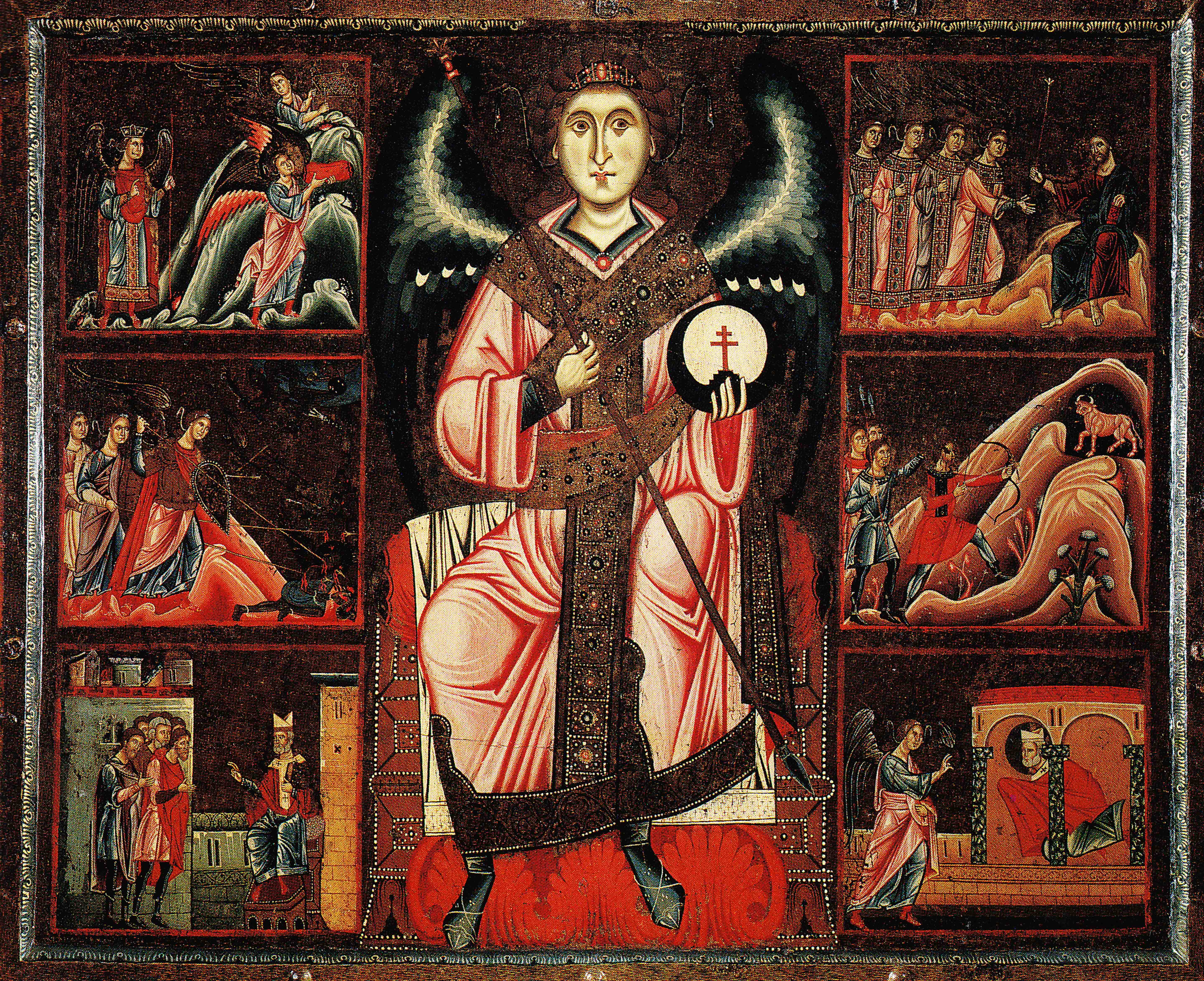
Коппо ди Марковальдо (?) «Архангел Михаил и сцены из его легенды» 1250—1260 годов. Сан-Кашано Валь ди Пеза, Музей религиозного искусства.

 В этом произведении Коппо отталкиваясь от прототипа, созданного Джунта Пизано, развивает далее пластику тела, тонкость письма и драматизм события. У Джунта Коппо ди Марковальдо заимствовал технику передачи светотени. Это оживило лики его мадонн, очеловечило их, особенно если сравнивать с работами Маргаритоне д’Ареццо, рассматривавшего лик богоматери исключительно как атрибут христианского символа.
Кроме перечисленных работ Коппо ди Марковальдо приписывают алтарный образ «Архангел Михаил и сцены из его легенды», который сегодня считается самым ранним его произведением (1250—1260 годы. Сан-Кашано Валь ди Пеза, Музей религиозного искусства), ещё один расписной крест (после 1261 года, Сан-Джиминьяно, Пинакотека), а также алтарный образ «Св. Франциск и сцены из его жизни», который ранее приписывался так называемому Мастеру Сан-Франческо Барди (Капелла Барди церкви Санта-Кроче во Флоренции ).

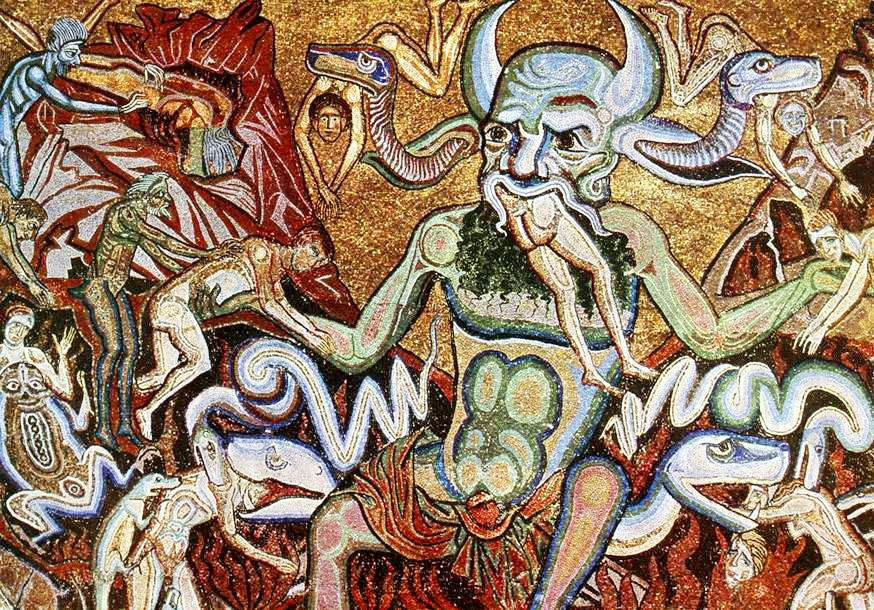
Коппо ди Марковальдо. Ад. 1270—1300. Мозаика. Баптистерий Сан-Джованни, Флоренция.

К этой группе произведений добавляют работу Марковальдо над мозаиками Баптистерия Сан-Джованни во Флоренции (1270—1300), в частности композицию «Страшный суд» с изображением ада и фигурой Христа в центре.
В византийскую иконографию, которая в то время была доминирующей в искусстве Центральной Италии и всей Тосканы, и Сиены в частности, Коппо внёс новую, чисто итальянскую пластическую выразительность. В то время как его современник Чимабуэ апеллировал к ранневизантийскому искусству, Коппо ди Марковальдо в свой зрелый период создавал собственные вариации на темы поздневизантийской иконописи. Его длительное присутствие в Сиене было фактором положительно повлиявшим на дальнейший расцвет сиенской школы живописи.